# Vlajka Nizozemských Antil

Vlajka Nizozemských Antil (1986–2010)
Poměr stran: 2:3

Vlajka Nizozemských Antil byla vlajkou jedné ze zemí Nizozemského království, která se roku 2010 rozdělila na Karibské Nizozemsko (Bonaire, Saba a Svatý Eustach) a tři země (Aruba, Curaçao, Svatý Martin).
Vlajku tvořil bílý list s červeným svislým a modrým vodorovným pruhem uprostřed. Modrý pruh překrýval svislý červený pruh a v jeho středu bylo na pomyslné elipse umístěných pět bílých pěticípých hvězd. Barvy odpovídaly nizozemské vlajce, hvězdy reprezentovaly pět hlavních ostrovů Nizozemských Antil (Bonaire, Curaçao, Saba, Svatý Eustach a Svatý Martin). Po zániku Nizozemských Antil se vlajka přestala užívat.
Vlajka byla zavedena roku 1959. Od roku 1986 bylo na vlajce jen 5 hvězd, šestá patřila Arubě, která ze spolku Nizozemských Antil vystoupila.

## Galerie

Vlajka guvernéra Nizozemských Antil (1986–2010) Poměr stran: 2:3
Vlajka Nizozemských Antil (1959–1986) Poměr stran: 2:3

### Vlajky jednotlivých ostrovů

Arubská vlajka Poměr stran: 2:3
Vlajka Curaçaa Poměr stran: 2:3
Vlajka Bonairu Poměr stran: 2:3
Vlajka Saby Poměr stran: 2:3
Vlajka Svatého Eustacha Poměr stran: 2:3
Vlajka Svatého Martina Poměr stran: 2:3